# Washington Mystics 2014
La stagione 2014 delle Washington Mystics fu la 17ª nella WNBA per la franchigia.
Le Washington Mystics arrivarono terze nella Eastern Conference con un record di 16-18. Nei play-off persero la semifinale di conference con le Indiana Fever (2-0).

## Roster
| N° | Naz.                   | Ruolo | Sportivo            | Anno | Alt. | Peso |
| -- | ---------------------- | ----- | ------------------- | ---- | ---- | ---- |
| 4  | Stati Uniti (bandiera) | G     | Tayler Hill         | 1990 | 178  | 66   |
| 8  | Stati Uniti (bandiera) | G     | Bria Hartley        | 1992 | 173  | 66   |
| 9  | Stati Uniti (bandiera) | C     | Kia Vaughn          | 1987 | 193  | 90   |
| 12 | Stati Uniti (bandiera) | G     | Ivory Latta         | 1984 | 168  | 65   |
| 14 | Stati Uniti (bandiera) | G     | Tierra Ruffin-Pratt | 1991 | 178  | 83   |
| 20 | Stati Uniti (bandiera) | G     | Kara Lawson         | 1981 | 175  | 68   |
| 21 | Stati Uniti (bandiera) | A     | Tianna Hawkins      | 1991 | 191  | 87   |
| 23 | Stati Uniti (bandiera) | G     | Kalana Greene       | 1987 | 178  | 77   |
| 25 | Stati Uniti (bandiera) | GA    | Monique Currie      | 1983 | 183  | 80   |
| 31 | Stati Uniti (bandiera) | C     | Stefanie Dolson     | 1992 | 196  | 97   |
| 32 | Serbia (bandiera)      | A     | Jelena Milovanović  | 1989 | 191  | 79   |
| 33 | Belgio (bandiera)      | C     | Emma Meesseman      | 1993 | 193  | 83   |

## Staff tecnico
- Allenatore: Mike Thibault
- Vice-allenatori: Marianne Stanley, Eric Thibault
- Preparatore atletico: Navin Hettiarachchi